# Episodi di Reservation Dogs (prima stagione)
La prima stagione della serie televisiva Reservation Dogs, composta da 8 episodi, è stata trasmessa negli Stati Uniti tramite FX on Hulu dal 9 Agosto 2021 al 20 Settembre 2021.
In Italia e nei mercati internazionali la serie è stata resa disponibile a cadenza settimanale a partire dal 13 ottobre 2021, tramite la piattaforma streaming Disney+. In seguito viene resa disponibile anche sulla piattaforma streaming AppleTV+. 
| n° | Titolo originale       | Titolo italiano                   | Prima TV USA      | Prima TV Italia  |
| -- | ---------------------- | --------------------------------- | ----------------- | ---------------- |
| 1  | F*ckin' Rez Dogs       | F*ckin' Rez Dogs                  | 9 Agosto 2021     | 13 ottobre 2021  |
| 2  | NDN Clinic             | Clinica Santitaria Indiana        | 9 Agosto 2021     | 20 ottobre 2021  |
| 3  | Uncle Brownie          | A lezione di pugni da Zio Brownie | 16 Agosto 2021    | 27 ottobre 2021  |
| 4  | What About Your Dad    | Che mi dici di tuo padre?         | 23 Agosto 2021    | 3 novembre 2021  |
| 5  | Come and Get Your Love | Vieni e prendi il tuo amore       | 30 Agosto 2021    | 10 novembre 2021 |
| 6  | Hunting                | A caccia                          | 6 Settembre 2021  | 17 novembre 2021 |
| 7  | California Dreamin     | Sognando la California            | 13 Settembre 2021 | 24 novembre 2021 |
| 8  | Satvrday               | Sabato                            | 20 Settembre 2021 | 1º dicembre 2021 |

## F*ckin' Rez Dogs
- Titolo originale: F*ckin' Rez Dogs
- Diretto da: Sterlin Harjo
- Scritto da: Sterlin Harjo & Taika Waititi

### Trama
Elora Danan, Bear, Willie Jack e Cheese (i Rez Dogs) rubano un camion per le consegne e lo vendono. Stanno cercando di raccogliere fondi per lasciare la loro piccola comunità di riserva e fuggire in California. Piangono il loro amico Daniel, morto un anno prima, e gli tengono un piccolo memoriale. Quando un'auto piena di adolescenti (la mafia NDN) passa e spara paintball ai Rez Dogs, Bear sviene e incontra uno spirito indigeno su un cavallo, William Knifeman (morto goffamente nella battaglia di Little Bighorn), che tenta di dargli consigli sulla vita.

## Clinica Santitaria Indiana
- Titolo originale: NDN Clinic
- Diretto da: Sydney Freeland
- Scritto da: Sterlin Harjo

### Trama
Bear viene picchiato dalla mafia NDN, rendendo necessaria una visita alla clinica IHS locale. Elora e Willie Jack allestiscono un tavolo fuori dalla clinica per vendere pasticci di carne accanto a Old Man Fixico, che vende medicine tradizionali. Cheese è gentile con un'anziana, Irene, che pensa sia suo nipote. William Knifeman, lo spirito guida, ha dei problemi. Il medico locale flirta con la mamma di Bear, che lavora nella clinica.

## A lezione di pugni da Zio Brownie
- Titolo originale: Uncle Brownie
- Diretto da: Blackhorse Lowe
- Scritto da: Sterlin Harjo

### Trama
Ancora preoccupati per gli attacchi della mafia NDN, i Rez Dogs vanno a cercare lo zio di Elora, Brownie, per vedere se insegnerà loro a combattere. Brownie è famoso per aver messo fuori combattimento numerose persone in una rissa da bar. Trascorrono la giornata cercando di aiutare Brownie a vendere la sua antica marijuana e imparano lo "stile indigeno" sui suoi modi di combattere.

## Che mi dici di tuo padre?
- Titolo originale: What About Your Dad
- Diretto da: Sydney Freeland
- Scritto da: Bobby Wilson & Tommy Pico

### Trama
Il padre di Bear, un rapper che si chiama Punkin Lusty, viene assunto per esibirsi al Diabetes Awareness Frybread Feast della clinica IHS locale. Clinton è ossessionato dalla canzone del pane fritto di Punkin e non smetterà di cantarla. Bear spende il fondo della California per comprare un regalo al padre fatto da zia B., un medaglione con perline a forma di microfono che ricorda molto un pene. Come Rita purtroppo si aspetta, Punkin chiama Bear il giorno dello spettacolo e annulla lo show. Elora viene avvicinata da Jackie, leader della NDN Mafia, chiedendole di unirsi alla loro gang. Dopo che Bear ha speso tutto il fondo per la California, Elora inizia a considerare l'offerta di Jackie.

## Vieni e prendi il tuo amore
- Titolo originale: Come and Get Your Love
- Diretto da: Blackhorse Lowe
- Scritto da: Sterlin Harjo

### Trama
Cheese trascorre una giornata in giro insieme a Big. Lungo la strada incontrano Bucky, che realizza sculture con il rame rubato. Big viene preso in giro dagli agenti di polizia bianchi. La mafia dell'NDN viene arrestata per aver rubato un'auto. Big racconta a Cheese perché è diventato un poliziotto, il che coinvolge eventi della sua infanzia e incontri con la Dama dei Cervi, che è stata una presenza nella sua vita fin da quando era bambino.

## A caccia
- Titolo originale: Hunting
- Diretto da: Sterlin Harjo
- Scritto da: Sterlin Harjo

### Trama
Willie Jack e suo padre Leon si alzano presto e vanno a caccia. Trascorrono insieme una giornata nel bosco, cacciando cervi e alle prese con il dolore per la morte di Daniel un anno prima.

## Sognando la California
- Titolo originale: California Dreamin
- Diretto da: Tazbah Chavez
- Scritto da: Tazbah Chavez

### Trama
Elora fa l'esame di guida, dopo tre precedenti fallimenti. Il suo istruttore risulta essere il suo ex allenatore di basket. Invece di completare il test, il suo istruttore la coinvolge in un giro sfrenato. Li allontana da una sparatoria in cui lui era coinvolto. Rivela che era amico dei genitori di Elora e le dice che la madre (di Elora) gli ha dato un nome indiano. Rivela maggiori dettagli sulla morte di Cookie ed entrambi la piangono. In segno di gratitudine, Elora gli rivela il significato del suo "nome indiano". In un flashback, vediamo Daniel con i Rez Dogs e scopriamo come è morto.

## Sabato
- Titolo originale: Satvrday
- Diretto da: Sterlin Harjo
- Scritto da: Migizi Pensoneau

### Trama
Mentre i Rez Dogs si preparano a partire per la California, un tornado si avvicina. La maggior parte della comunità si rifugia nel seminterrato della chiesa, ma lo zio Brownie cavalca per le strade alla ricerca degli strumenti giusti per deviare il tornado. Lo spirito guida di Bear, William Knifeman, appare di nuovo, per chiedere a Bear se ha completato tutti i compiti di cui aveva bisogno prima di lasciare la città. Insieme nella chiesa, i membri della comunità, inclusi i Rez Dogs e la NDN Mafia, parlano tra loro e prendono decisioni chiave sul loro futuro.